# 光逸
光逸（3世纪—4世纪），字孟祖，乐安郡人。晋朝名士。

## 生平
初为博昌小吏，县令命他送客，他冒着寒冷全身冻湿，回去时县令不在，他就脱下衣服烤火，睡在县令的被子里。县令回来后，大怒，将要加以严罚。光逸说：“家贫衣单，沾湿了没有可换的了。若不暂且温暖身体，势必冻死，奈何惜一被而杀一人！君子仁爱，必不会这样，所以睡了而不疑。”县令以为奇而饶了他。后为门亭长，迎新县令到京师。胡毋辅之与荀邃共同去新县令家拜访，望见光逸，胡毋辅之对荀邃说：“那人似奇才。”便呼上车，与他交谈良久，果然是卓异的人才。县令奇怪客人为何不入内，小吏说在和光逸说话。县令大怒，除光逸名，斥责他并打发他走。
后举孝廉，为州从事，弃官投靠胡毋辅之。胡毋辅之任乐安太守，与光逸昼夜酣饮，不视郡事。胡毋辅之后为太傅东海王司马越从事中郎，向司马越推荐光逸，司马越认为他是寒门而不召。司马越后来在闲宴上责怪胡毋辅之无所举荐。胡毋辅之说：“之前举荐光逸，公以非世家不召，不是我不举荐。”于是光熙元年（306年）八月司马越就征辟光逸。文书到郡县，郡县都以为发错了，知道是征辟光逸，就备礼遣之。与雍州刺史王澄亲善。不久因天下大乱，避乱渡江，又依附胡毋辅之。初到时，正逢胡毋辅之与谢鲲、阮放、毕卓、羊曼、桓彝、阮孚散发裸袒，闭门酣饮已多日。光逸将要推门而入，守门者不让，光逸就从户外脱衣露头从狗洞中窥探而大叫。胡毋辅之惊道：“他人决不能如此，必是孟祖。”急忙呼入，遂与他一起喝酒，不分昼夜。时人谓之八达。
琅琊王司马睿以光逸补军谘祭酒。司马睿建立东晋后，光逸为给事中，卒于任上。
唐末杨夔作《溺赋》有“光逸则独窦求入”语；罗隐在《谢崔舍人启》中称自己“门寒于光逸”，在《投盐铁裴郎中启》中称自己“荐光逸之材，以地寒为累”，在《辞宣武郑尚书启》中称自己“光逸门寒，无因自进”。

## 延伸阅读
[在维基数据编辑]
 《晉書·卷049》，出自房玄齡《晉書》